# وندل‌جم
وندل‌جم (به لاتین: Wondelgem) یک منطقهٔ مسکونی در بلژیک است که در خنت واقع شده‌است. وندل‌جم ۵٫۸۲ کیلومتر مربع مساحت و ۱۲٬۴۰۷ نفر جمعیت دارد.